# Arne Ileby
Arne Ileby (né le 2 décembre 1913 en Norvège et mort le 25 décembre 1999) était un joueur de football norvégien, international dont le poste fut en attaque.

## Biographie
Natif de Frydenberg, il joue dans le club de sa ville natale de Fredrikstad FK entre 1932 et 1946 où il gagne le championnat de Norvège en 1935 (meilleur buteur), 1936, 1938 (meilleur buteur) et 1940 (meilleur buteur), ainsi que la coupe en 1945 et 1946 (meilleur buteur).
Avec l'équipe de Norvège, Ileby participe à la coupe du monde 1938 en France.